# Iñaki Lejarreta
Pour les articles homonymes, voir Lejarreta.
Iñaki Lejarreta Errasti, né le 1er septembre 1983 à Berriz et mort le 16 décembre 2012 à Iurreta, est un coureur cycliste espagnol spécialiste de VTT cross-country.

## Biographie
Iñaki Lejarreta est le fils d'Ismael Lejarreta, cycliste professionnel de 1977 à 1985, et le neveu de Marino Lejarreta, vainqueur du Tour d'Espagne 1982.
Il a été notamment champion du monde junior en 2001 et champion d'Espagne en 2007.
Il a participé à l'épreuve de cross-country VTT masculin aux Jeux olympiques d'été de 2008 et a fait partie de l'équipe cycliste Orbea.
En 2012, Lejarreta a été tué par une voiture lors d'un entraînement sur route, près de Iurreta.

## Palmarès en VTT

### Jeux olympiques
- Pékin 2008
  - 8e du cross-country

### Championnats du monde
- Sierra Nevada 2000
  -  Médaillé d'argent du cross-country juniors
- Vail 2001
  -  Champion du monde de cross-country juniors

## Palmarès sur route
- 2000
  - 3e du championnat d'Espagne du contre-la-montre juniors
- 2001
  - 2e du Tour de Pampelune
- 2003
  - 2e de la Subida a Gorla
- 2012
  - Lazkaoko Proba